# Pedro II của Bồ Đào Nha
Dom Pedro II (Peter II ; 26 tháng 4 năm 1648 – 9 tháng 12 năm 1706), biệt danh  o Pacífico, là Vua Bồ Đào Nha từ năm 1683 cho đến khi qua đời, sau khi giữ quyền nhiếp chính cho anh trai Afonso VI từ năm 1668. Ông là con út trong năm người con của João IV và Luisa de Guzmán.

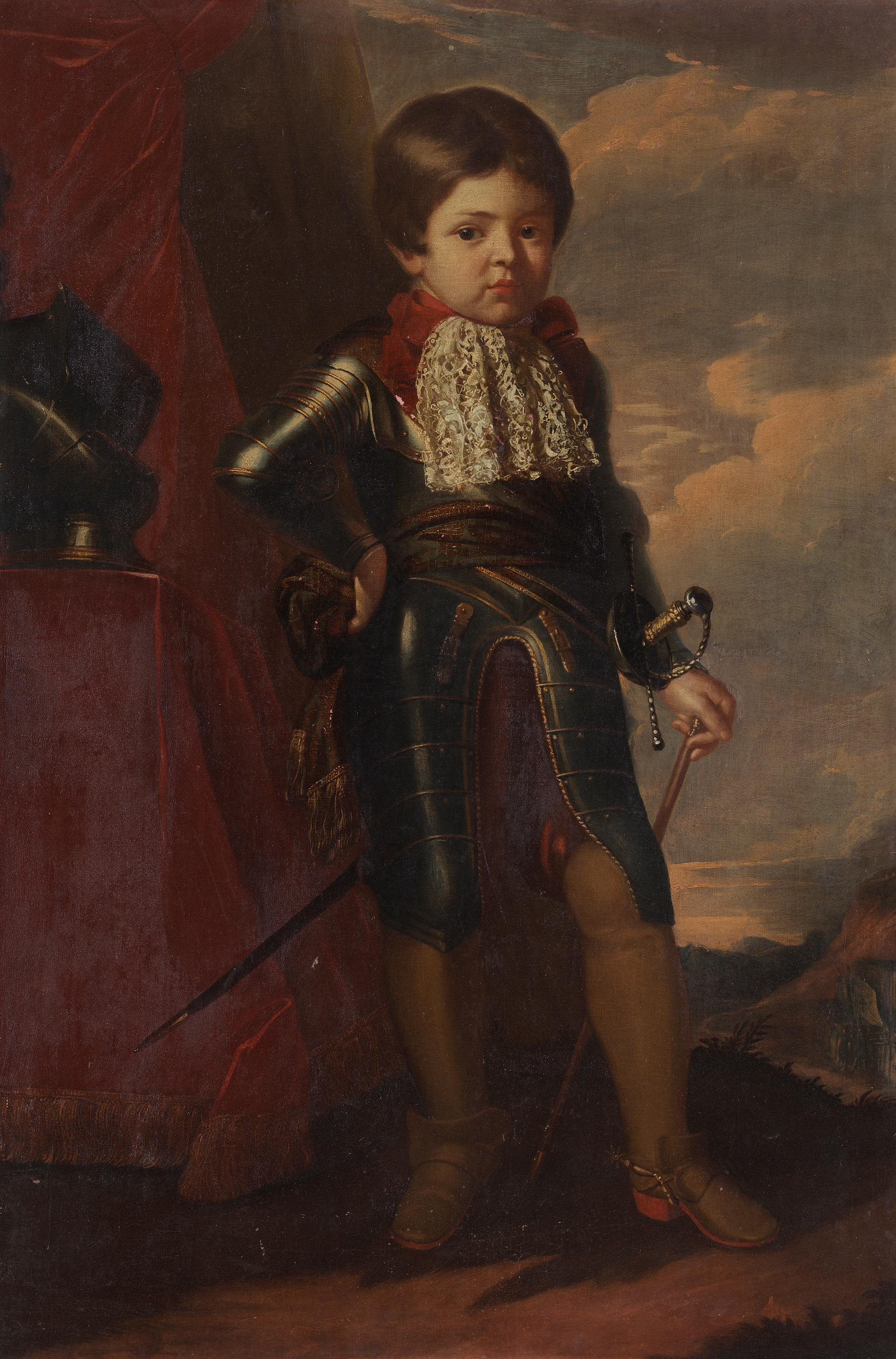
Pedro II khi còn nhỏ.